# Fågelsjön, Uppland
Fågelsjön är en sjö i Norrtälje kommun i Uppland och ingår i Broströmmens huvudavrinningsområde. Fågelsjön ligger i Hummelberget Natura 2000-område.